# Mute Records
Mute Records este o casă de discuri independentă din Regatul Unit. A fost fondată în 1978 de Daniel Miller. Printre formațiile care au semnat cu această casă de discuri se numără Depeche Mode, Erasure, Fad Gadget, Alison Goldfrapp, Goldfrapp, Grinderman, Inspiral Carpets, Moby, New Order, Nitzer Ebb, Wire, Yeasayer, Nick Cave and the Bad Seeds, M83, Yazoo și Balanescu Quartet.